# Gelobet seist du, Jesu Christ (BWV 91)
Pour le choral éponyme, voir Gelobet seist du, Jesu Christ. Pour le choral pour orgue du même compositeur, voir Gelobet seist du, Jesu Christ (BWV 604).
Gelobet seist du, Jesu Christ (Loué sois-tu, Jésus-Christ), BWV 91 est une cantate religieuse de Johann Sebastian Bach composée à Leipzig en 1724.

## Histoire et livret
Cette cantate chorale du second cycle annuel de Bach est basée sur le principal choral pour le jour de Noël, Gelobet seist du, Jesu Christ (1524) de Martin Luther. Pour cette destination liturgique, cinq autres cantates ont franchi le seuil de la postérité : les BWV 63, 110, 197a, 248/1 et la 191. Le début résume Noël en deux lignes : Gelobet seist du, Jesu Christ, daß du Mensch geboren bist. Toutes les strophes se terminent sur l'acclamation Kyrie. La cantate fut la première que composa Bach pour Noël à Leipzig puisque l'année précédente il avait choisi de diriger à nouveau Christen, ätzet diesen Tag, BWV 63, écrite en 1714 à Weimar.
Les lectures prescrites pour ce jour étaient Tite 2:11–14 et Luc 2:1–14, la Nativité et l'Annonce aux bergers. L'auteur (inconnu) du texte a gardé les premières et dernières strophes, élargi la deuxième strophe en récitatif, fondu les strophes 3 et 4 en une aria (troisième mouvement), adapté la strophe 5 en un récitatif et enfin la strophe 6 en une aria.
Bach dirigea la cantate quatre autres 25 décembre, en 1731, 1732 ou 1733 et deux fois dans les années 1740, même après que son Oratorio de Noël qui utilise deux versets du choral de Luther eut été joué en 1734.

## Structure et instrumentation
La cantate est écrite pour quatre voix solistes (soprano, alto, ténor, basse), chœur mixte, trois hautbois, deux cors, timbales, deux violons, alto et basse continue. Bach réutilisera deux cors dans la quatrième partie de son Oratorio de Noël.
| No | Mouvement | Texte                               | Voix | Instruments                   |
| -- | --------- | ----------------------------------- | ---- | ----------------------------- |
| 1  | Choeur    | Gelobet seist du, Jesu Christ       | SATB | 2 Cor, Ti, 3 Ob, 2 Vn, Va, Bc |
| 2  | Récitatif | Der Glanz der höchsten Herrlichkeit | S    | Bc                            |
| 3  | Aria      | Gott, dem der Erden Kreis zu klein  | T    | 3 Ob, Bc                      |
| 4  | Récitatif | O Christenheit! Wohlan              | B    | 2 Vn, Va, Bc                  |
| 5  | Aria      | Die Armut, so Gott auf sich nimmt   | SA   | 2 Vn, Bc                      |
| 6  | Choral    | Das hat er alles uns getan          | SATB | 2 Cor, Ti, 3 Ob, 2 Vn, Va, Bc |

## Musique
Le chœur d'ouverture utilise quatre ensemble chorals : les voix, les cors, les hautbois et les cordes. Les éléments de la ritournelle sont également présents dans les interludes entre les cinq lignes et comme accompagnement des parties vocales. La mélodie du choral est chantée par la soprano. Les voix de basse sont disposées en imitation des première et dernière lignes, en accords pour les deuxième et quatrième lignes et en combinaison dans la phrase centrale « Von einer Jungfrau, das ist wahr ».
Dans le deuxième mouvement, le récitatif est en contraste avec des phrases du choral qui sont accompagnées par une répétition en tempo doublé de la première ligne du choral. L'aria du ténor est accompagnée par trois hautbois alors que les cordes éclairent le récitatif suivant. La dernière aria est un duo opposant « Armut » (« pauvreté ») et « Überfluss » (« abondance »), « Menschlich Wesen » étant rendu en lignes chromatiques ascendantes et les « Engelsherrlichkeiten » (« angéliques splendeurs »), exposées en coloraturas et mélodies triatiques.
Occasionnellement les cors ont des parties indépendantes dans le dernier choral et embellissent particulièrement le Kyrie final,

## Source
- (en) Cet article est partiellement ou en totalité issu de l’article de Wikipédia en anglais intitulé « Gelobet seist du, Jesu Christ, BWV 91 » (voir la liste des auteurs).